# Hykleri
Hykleri er at foregive at have en særlig tro, holdning, værdisæt, følelse, kvalitet eller standard, som man ikke har.
Hykleri har en karakter af fejhed, krysteragtighed og ynkelighed.
Hykleri er i denne forstand udtryk for ens frygt for konsekvenserne af at udtrykke sin sande holdning etc.
Aktivt hykleri kan være et i reglen utilstrækkeligt dække over personlig umodenhed, for hvilken det naturlige udtryk i psykologien kaldes passiv aggression. Passiv aggression består i at at man ikke meddeler sin sande holdning etc, når situationen lægger op til det, fordi man ikke magter eller vover det. Hykleriet består i, at man i stedet siger noget andet, typisk det, som forekommer mest opportunt i situationen.
| filosofi | Spire Denne filosofiartikel er en spire som bør udbygges. Du er velkommen til at hjælpe Wikipedia ved at udvide den. |